# KOI-1686.01
KOI-1686.01是一顆待確認的太陽系外行星候選天體，名稱來自开普勒星表，距離地球約1033.8光年。已在2015年被NASA證實是誤報。

## 行星狀況

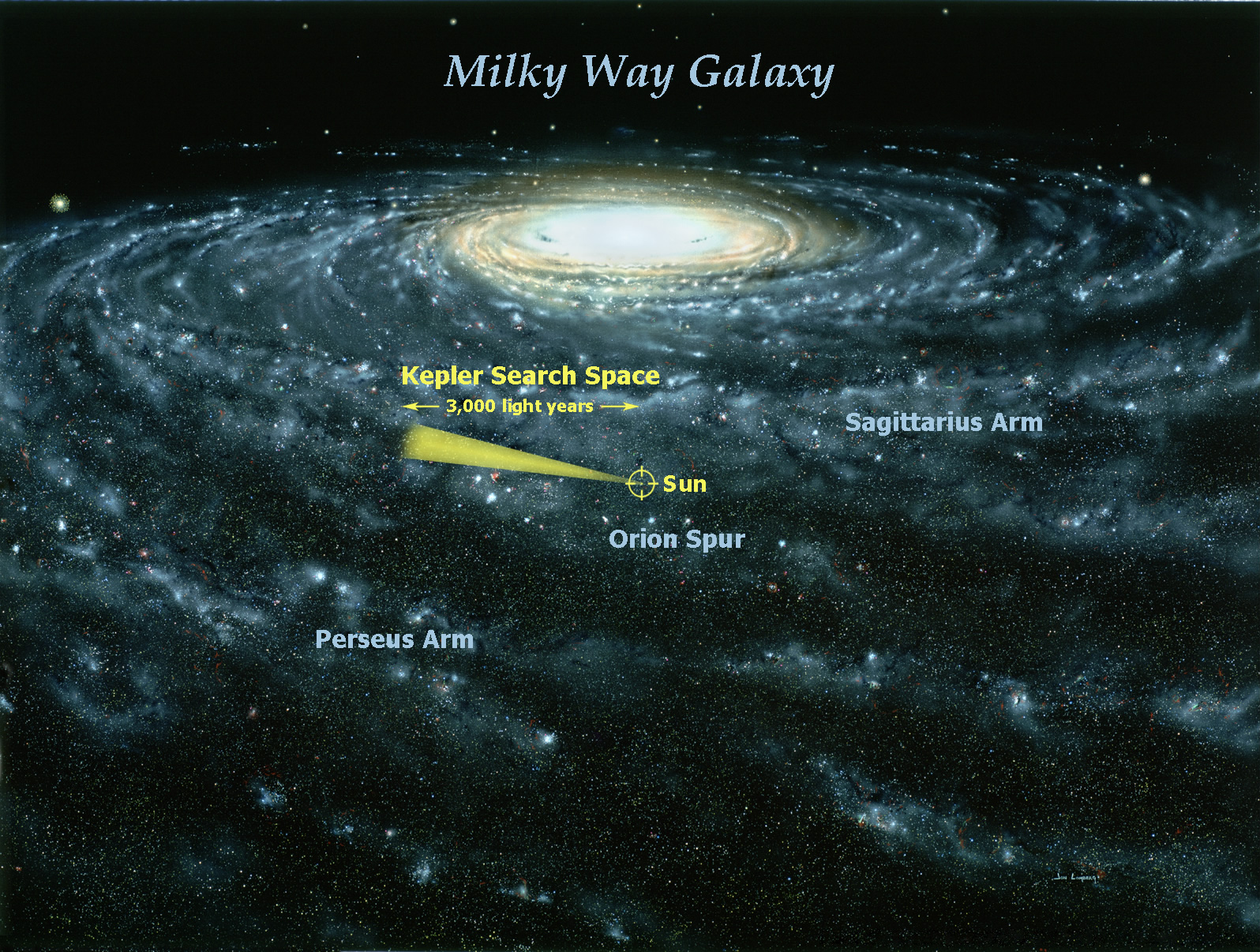
克卜勒太空望遠鏡在銀河系內的巡天區域。

KOI-1686.01是一顆類地行星，其地球相似指數值高達0.89，顯示這顆行星在很多方面均與地球相同。其半長軸長0.231 AU，即34 557 108.1公里，離心率為0。其軌道周期為56.8672±0.0021天，軌道傾角則為89.38°。作為對比，地球的半長軸長1 AU，即149,597,888公里，離心率為0.017。其軌道周期為365.25天，軌道傾角則為0°。
KOI-1686.01的半徑為地球半徑的1.33 ± 0.47倍，而表面溫度則為246 K（−27 °C；−17 °F）。 相比而言，地球的半徑為6,378.1公里，而表面溫度則為288 K。

## 適居性
這顆候選系外行星可能是1.33倍地球半徑的超級地球，母恆星是 KOI-1686。該行星位於母恆星的適居帶，意味著該行星上可能有液態水存在。它的表面平均溫度是246 K（−27 °C），但如果它有和地球狀態相若的大氣層，並產生溫室效應的話，表面溫度將會是297 K（24 °C）。該行星的地球相似指數值高達0.89（最大值1），代表它可能與地球極為類似。至今，KOI-1686.01是已知地球相似指數值最高的系外行星之一。

## 母恆星與行星系
該行星系的母恆星 KOI-1686（亦稱）是一顆表面溫度和光度都低於太陽的恆星。
KOI-1686的質量是太陽質量的0.54倍，而半徑則是太陽半徑的0.494 - 0.52倍。這代表這顆恆星比太陽輕46%，比太陽窄48% - 50.6%。其有效溫度為3665 K，而金屬量則是[Fe/H] = 0.461。作為對比，太陽的有效溫度為5778 K，而金屬量則是[Fe/H] = 0.0122。

## 外部連結
- Kepler Mission – NASA.
- Kepler KOI Data Search（页面存档备份，存于）.
- KOI-1686.01 Data at Exoplanet Archive/CalTech
- KOI-1686 Star on Star Finder/KPGrahamArchive.today的存檔，存档日期2013-04-08
- Extrasolar Planets - Data/JohnstonArchive（页面存档备份，存于）